# Феррибанк
Феррибанк (англ. Ferrybank; ирл. Port an Chalaidh) — пригород в Ирландии, находится в графстве Килкенни (провинция Ленстер).